# Hurry-up offense
Nel football americano la hurry-up offense è una strategia di attacco che mira a ridurre al minimo gli sprechi di tempo tra una giocata e l'altra. 
La Hurry-up offense si concretizza in due diversi espedienti: la no-huddle offense, che consiste nel saltare o ridurre al minimo l'huddle (il raggruppamento dei giocatori durante il quale il quarterback impartisce le direttive su come giocare l'imminente snap). Lo scopo di questo espediente è  disorientare la difesa avversaria, non dandole il tempo di organizzarsi.
La seconda tattica della hurry-up offense è il two-minute drill, una modalità di attacco che non solo consiste nel limitare gli huddle, ma anche nell'orientarsi preferibilmente su schemi di attacco che permettano di fermare il cronometro. 
Da notare una differenza. Mentre il two-minute drill si mette in pratica in uno specifico segmento della partita (gli ultimi minuti), la no-huddle può tornare utile ed essere messa in atto in qualunque momento della gara. 
La no-huddle offense fu inventata dai Cincinnati Bengals e raggiunse l'apice del suo impiego con i Buffalo Bills nel corso degli anni '90, sotto la guida del coach Marv Levy e del coordinatore dell'attacco Ted Marchibroda.